# アソシエイション
アソシエイション（The Association）は、アメリカ合衆国カリフォルニア州で結成されたソフトロックバンド。1960年代後半に人気を博し、全米チャートの上位のヒット曲を何曲も発表した。また、1967年に行われた最初の大型ロック・フェスティバルであるモントレー・ポップ・フェスティバルの一番手を務めたバンドとしても知られる。一時解散した後、再結成され2010年以降も活動を継続している。日本で言うところの「ソフト・ロック」（欧米で言う「サンシャイン・ポップ」）の代表格とされている。

## 歴史
1962年、ジュールズ・アレキサンダー（Jules Alexander, 1943年9月25日 - ）はハワイで海軍に勤務していた。この時、彼はハワイを訪れていたテリー・カークマン（Terry Kirkman, 1939年12月12日 -2023年9月23日 ）と出会う。この2人の若きミュージシャンはジャムセッションを行い、アレキサンダーが除隊したらすぐにコンビを組むことを約束した。
1年後、コンビが結成され、2人はすぐにロサンゼルスへ移り、ロサンゼルスにおける'60年代前半のフォークを演奏し始めた。そして1964年、「13人」で構成されるフォーク・ロック・バンド「ザ・メン」（The Men）が結成された。このグループは、ロサンゼルスの有名なナイトクラブ所属のバンドとしてしばらく活動したが、間もなく解散し、メンバーのうち「6人」が自分たちだけで音楽活動を続けることを選んだ。カークマンの当時の婚約者だったジュディの提案により、彼らは「アソシエイション」と名乗った。1965年のことである。
オリジナルメンバーは、ボーカルとリードギターのアレキサンダー（最初の2つのアルバムではゲイリー・アレキサンダー Gary Alexanderと記載された）、ボーカルおよびさまざまな管楽器を担当するカークマン、ボーカルとベース担当のブライアン・コール（Brian Cole, 1942年9月9日 - 1972年8月2日）、ボーカル・パーカッションおよびギター担当のラス・ギグアー（Russ Giguere, 1943年10月18日 - ）、ドラムスとボーカルのテッド・ブルーシェル（Ted Bluechel, Jr., 1942年12月2日 - ）、およびギター・ボーカルのボブ・ペイジ（Bob Page）であった。ペイジがメンバーにいた期間は短く、間もなく代わりとしてボーカル・ギターおよびキーボード担当のジム・イエスター（Jim Yester, 1939年11月24日 - ）が加入した。
バンドは5ヶ月間をリハーサルに費やした後、ロサンゼルス周辺地域での演奏活動を開始した。ライブ演奏には、パサデナの「アイス・ハウス」やグレンデールにあるその姉妹店でのレギュラー活動が含まれる。彼らはレコード・レーベルのオーディションも受けたものの、その独特なサウンドゆえに受け入れられない事態が続いた。最終的にヴァリアント・レコードが彼らに接触し、ボブ・ディランの「いつもの朝に」（One Too Many Mornings）のカバー曲がリリースされることとなった。この曲は地元ではそれなりの知名度を得たものの、ロサンゼルス以外の地域でヒットするには至らなかった。
アソシエイション初の全国ヒットとなった曲は、タンディン・アルマー作の「アロング・カムズ・メアリー」（Along Comes Mary）であった。アレキサンダーはデモ・バージョンを再生する仕事に雇われた時に最初にこの歌を聴き、自分たちに歌わせてもらうようアルマーを説き伏せたという。この曲はビルボードチャートの7位をマークした。これをきっかけとして1stアルバム『And Then... Along Comes the Association』（カート・ベッチャープロデュース）がリリースされることとなった。このアルバムに収録された楽曲「チェリッシュ」（Cherish, カークマン作）は、1966年9月にアソシエイション初のチャート1位を記録した。
続いて、1966年11月には2ndアルバム『ルネサンス Renaissance』をリリースした。アソシエイションはこの時プロデューサーを交代させている。ベッチャーを捨て、ジムの兄弟であり元モダン・フォーク・カルテットのジェリー・イエスターを起用したのである。しかも全曲の作曲と演奏が6人のメンバーのみでまかなわれた。しかしこのアルバムは大してヒットせず、前作がチャート5位であったのに対して34位止まりであった。
1966年暮れ、ヴァリアント社に配給していたワーナー・ブラザース・レコードが小規模レーベルの買収を行う。それとほぼ同時期にアレキサンダーがバンドを脱退し、その代わりとして、元ニュー・クリスティ・ミンストレルズメンバーで、コロムビア・レコードからソロ・シングルをリリースしていた、ハワイ出身でアジア系アメリカ人（スペイン人と中国人のハーフ）のラリー・ラモス（Larry Ramos, 1942年4月19日 -  2014年4月30日）が参加した。
メンバーが確定したことで、グループはスタジオに復帰し、今度はボーンズ・ハウをプロデューサーの座においた。この組み合わせで最初の成果が、ルーサン・フリードマン作のシングル「ウィンディー」（Windy）である。この曲は1967年5月にシングルチャート1位を記録し、この曲を収録した次の3rdアルバム『インサイト・アウト Insight Out』も6月にアルバムチャート8位を記録した。1967年6月16日には、アソシエイションはモントレー・ポップ・フェスティバルの一番手を務めるという栄誉を得た。彼らの成功の流れは、次なるシングル「ネヴァー・マイ・ラヴ」（Never My Love, ドン・アドリシ＆ディック・アドリシ作）へと続いた。この曲は1967年秋にビルボードチャートで2位、キャッシュボックスチャートで1位を記録した。このシングルはアソシエイション唯一の両面がチャート入りしたシングルであり、B面収録の「レクイエム・フォー・ザ・マセズ」（Requiem For The Masses）も短期間ながらビルボードチャート入りした。
1968年初頭、4thアルバム『バースデイ Birthday』がリリースされた。このアルバムからは、「恋にタッチはご用心」（Everything That Touches You）がトップ10入り、「タイム・フォー・リヴィン」（Time for Livin'）がトップ40入りを果たした。この年の後半、アソシエイションはセルフプロデュースのシングル「シックス・マン・バンド」（Six Man Band）をリリースした。この曲は同年11月にリリースされたアルバム『グレイテスト・ヒッツ Greatest Hits』にも収録されている。
1969年初頭、ジュールズ・アレキサンダーがグループに復帰。ラリー・ラモスはそのままメンバーに残ったため、アソシエイションは7人編成となった（それに合わせて、「シックス・マン・バンド」のタイトルと歌詞を修正したという）。7人編成となって最初の仕事は、フィリップ・ロスのベストセラー小説を映画化した『さよならコロンバス』（Goodbye, Columbus）のサウンドトラック用音楽であった。イエスター作のタイトル曲はチャート80位にとどまった。このサウンドトラックでは、ジョン・ボイランがプロデューサーを務めた。アソシエイションがシーンの最前線にいたのはこの時期までで、その後グループのキャリアは下降線をたどってしまう。続くアルバム『アソシエイション The Association』の収録曲の多くはカントリー・ロック風の曲となった。このアルバムからは大きな影響を与えるシングルは出ず、そのためグループは再びカート・ベッチャーと組んで、ベッチャーが自らのグループザ・ミレニアムで収録した曲を再構成したシングル「ジャスト・アバウト・ザ・セイム」（Just About the Same）をリリース。この曲もヒットには至らなかった。
これらの不振とは裏腹に、バンドはなおも有名なコンサートの呼び物であり、1970年初頭にはソルトレイクシティで行われた公演が『アソシエイション・ライブ The Association "Live"』として収録された。その後間もなく、ラス・ギグアーがバンドを脱退。バンドは彼の代わりとして、過去のアルバムのいくつかに参加していたキーボーディスト兼シンガーのリチャード・トンプソン（イギリスのシンガーソングライターであるリチャード・トンプソンとは別人）をメンバーに加えた。1971年にはアルバム『ストップ・ユア・モーター Stop Your Motor』がリリースされた。ジミー・ウェッブの曲のカバーである「P. F. スローン」（P.F. Sloan）など、いくつか名作とされる曲もあったものの、このアルバムはバンド史上最低の売り上げに終わり、ビルボードチャートでは「158位」止まりであった。
この『ストップ・ユア・モーター』をもって、アソシエイションはワーナー・ブラザース・レコードの保有から外れることとなった。1972年初頭、彼らはコロムビア・レコードレーベルから『ウォーターベッド・イン・トリニダード Waterbeds in Trinidad!』を発表。プロデューサーは、ヴァン・モリソンの「アストラル・ウィークス」をプロデュースしたことで知られるルイス・メレンステインであった。このアルバムの売り上げは『ストップ・ユア・モーター』よりさらに悪く、チャート194位止まりとなった。しかしアソシエイションにとっての最悪の時期はさらにその後に到来した。
1972年8月2日、ブライアン・コールがヘロインの過剰摂取のためロサンゼルスの自宅で急死する。その後の1970年代、アソシエイションは流転の時を過ごし、時折シングルを発表し、散発的にツアーを行う程度の活動のみとなっていた。1970年代後半、残ったオリジナルメンバーが、HBOのスペシャル番組のために再結集した（この頃、テリー・カークマンはHBOで働いていた）。これをきっかけにして、アソシエイションは1980年代前半にエレクトラ・レコードレーベルから数曲のシングルをリリースすることとなった。その中の1曲である「ドリーマー」（Dreamer）は、事実上プロモーション無しの状態でチャートベスト100入りを果たした。また、ツアーもより頻繁に行うようになった。
アソシエイションのメンバーはラス・ギグアーとラリー・ラモスを含む初期メンバーに加えて、ラモスの兄弟であるデル（Del Ramos, ボーカルとベース）、ブルース・ピクター（Bruce Pictor, ドラムス）、ボブ・ワーナー（Bob Werner, ギター）、そしてブライアンの息子ジョーダン・コール（Jordan Cole, キーボードとボーカル）から構成される。アソシエイションは現在も年間70日ほどツアーを行っている。2003年、アソシエイションはボーカル・グループ名誉の殿堂（Vocal Group Hall of Fame）入りを果たした。

## ディスコグラフィ

### アルバム
- And Then... Along Comes The Association（1966年）（チャート最高5位）

ステレオ版の他に、ボーナストラックを追加したモノラル版が「デラックス・エクスパンディッド・モノ・エディション」として英レーベルcherry redより再発されている。
- ルネサンス Renaissance（1967年）
- インサイド・アウト Insight Out（1967年）
- バースデイ Birthday（1968年）

ステレオ版の他に、モノラル版が「デラックス・モノ・エディション」として英レーベルcherry redより再発されている。
- さよならコロンバス Goodbye, Columbus（1969年）
- アソシエイション The Association（1969年）
- グレイテスト・ヒッツ Greatest Hits（1969年）（チャート最高4位）
- アソシエイション・ライブ The Association Live（1970年）
- ストップ・ユア・モーター Stop Your Motor（1971年）
- ウォーターベッド・イン・トリニダード（アソシエイションの新しい世界） Waterbeds in Trinidad!（1972年）
- The Association 95: A Little Bit More（1995年）

### 楽曲
- アロング・カムズ・メアリー Along Comes Mary （チャート7位、1966年）
- チェリッシュ Cherish （チャート1位、1966年）
- パンドラズ・ゴールデン・ヒービー・ジービーズ Pandora's Golden Heebie Jeebies （チャート35位、1966年）
- ノー・フェア・アット・オール No Fair at All （チャート51位、1967年）
- ウィンディー Windy （チャート1位、1967年）
- かなわぬ恋 Never My Love （チャート2位、1967年）
- レクイエム・フォー・ザ・マセズ Requiem for the Masses （チャート100位、1967年）
- 恋にタッチはご用心 Everything That Touches You （チャート10位、1968年）
- タイム・フォー・リヴィン Time for Livin' （チャート39位、1968年）
- シックス・マン・バンド Six Man Band （チャート47位、1968年）
- さよならコロンバス Goodbye Columbus （チャート80位、1969年）
- ネームズ・タグズ・ナンバーズ・アンド・ラベルズ Names, Tags, Numbers and Labels （チャート81位、1973年）
- ドリーマー Dreamer （チャート66位、1981年）

## 関連サイト
- Liner notes to Just the Right Sound: The Association Anthology by Dawn Eden
- All-Music guide biography by Bruce Eder
- 「アソシエイション」 ボーカル・グループ名誉の殿堂ホームページ